# 히셔
히셔(Hesher)는 미국에서 제작된 스펜서 서저 감독의 2010년 드라마 영화이다. 나탈리 포트만 등이 주연으로 출연하였고 루시 쿠퍼 등이 제작에 참여하였다.

## 출연

### 주연
- 나탈리 포트만
- 조셉 고든 레빗

### 조연
- 레인 윌슨
- 데빈 브로처
- 존 캐럴 린치
- 파이퍼 로리
- 오드리 워실스키
- 프랭크 콜리슨
- 모니카 스태그
- 폴 베이츠
- 앨런 그래프
- 라일 카노즈
- 니콜라이 도리언
- 랠프 P. 마틴
- 밀트 코건
- 비프 예거
- 브렌던 힐
- 헬렌 슬레이튼-휴즈
- 베리 시지스몬디
- 반 에퍼슨
- 폴 그레이스
- 콜 혹큰버리
- 메리 엘리자베스 바렛
- 브라이언 랠리
- 라파엘 J. 노블
- 티모시 데이비스
- 다진 콜론
- 스티브 폭스
- 데이비드 힐

## 제작진
- 프로듀서: 지나 아마도
- 공동제작: 제프 데이비스
- 공동제작: 아론 도닝
- 공동제작: 로버트 오티즈
- 공동제작: 톰 펠레그리니
- 협력프로듀서: 이스라엘 울프슨
- 조감독: 스티븐 파커 무어
- 조감독: 빌 퍼플
- 조감독: 브라이언 리레라
- 조감독: 칩 시그노어
- 미술: 로라 폭스
- 세트: 제니퍼 룩크하트
- 의상: 에이프릴 네피어
- 분장부문: 나타샤 라덱
- 분장부문: 킴 산탄토니오
- 분장부문: 조시 자모라
- 배역: 저스틴 배델리
- 배역: 킴 데이비스
- 프로덕션매니저: 디비 크로켓
- 프로덕션매니저: 로버트 오티즈